# АНТ-2
АНТ-2 — перший суцільнометалевий літак, покритий гофрованою обшивкою з кольчугалюмінію.

## Історія
28 травня 1924 року у присутності керівництва УВПС і ЦАГІ пройшли перші офіційні випробування АНТ-2. На мірному кілометрі літак розвинув швидкість 169,7 км/год. Якщо на борту АНТ-2 було два пасажири, то підіймався він на кілометр за 7 хв, на 2 км — за 17 хв, а на 3 км — за 39 хв. При цьому стеля так і залишилася нез'ясованою. Якщо на борту літака було 3 пасажири, то АНТ-2 підіймався на висоту 2 км за 25 хвилин. Випробування літака виявилися успішними.
З 11 червня того ж року АНТ-2 вже перевозив пасажирів. Почалися вже експлуатаційні випробування літака. При них з'ясувалося, що АНТ-2 має недостатню шляхову стійкість. Щоб її підвищити, збільшили площу кіля. Коли випробування закінчилися, АНТ-2 був переданий в УВПС.

## Льотно-технічні характеристики
- Довжина — 7,6 м.
- Розмах крила — 10,45 м.
- Висота — 2,12 м.
- Площа крила — 17,89 м².
- Нормальна злітна маса — 837 кг.

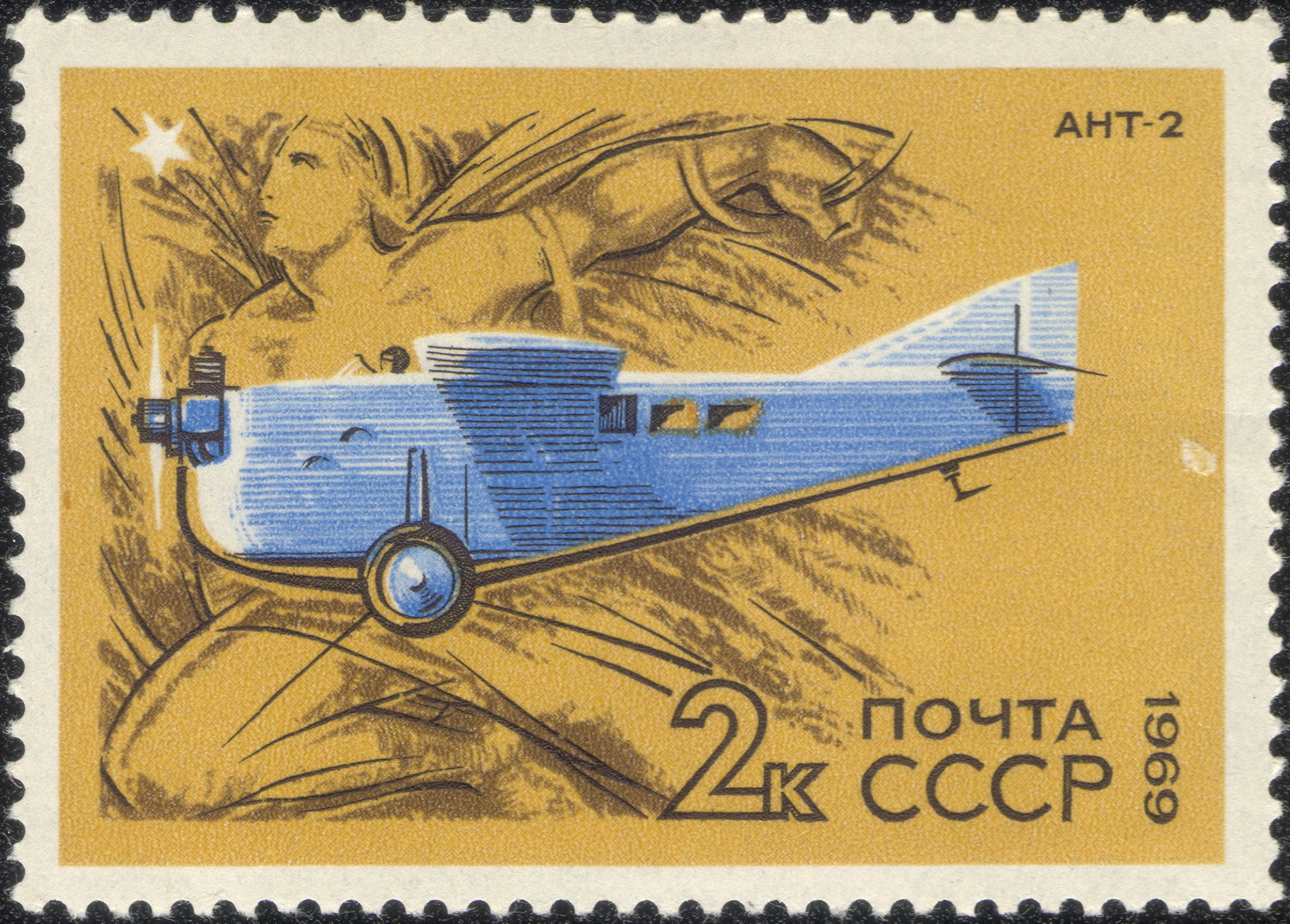
Поштова марка СРСР із зображенням АНТ-2

- Максимальна швидкість біля землі — 207 км/год.
- Практична стеля — 3300 м.
- Технічна дальність польоту — 750 км.
- Екіпаж — 1 особа.
- Кількість пасажирів — 2 особи.